# 李宁平 (1951年)
李宁平（1951年9月—），陕西神木人，汉族，中华人民共和国政治人物、大专学历，第十一届全国人民代表大会甘肃地区代表。
毕业于甘肃省委党校党政管理专业，是中共党员。曾担任武威市（县级市）人民政府市长、中共武威地委委员、甘肃省电力投资集团公司总经理等职务。2008年起担任全国人大代表。

## 落马
2020年12月18日，李宁平因为涉嫌严重违纪违法，接受甘肃省纪委监委纪律审查和监察调查。2021年8月4日、被白银市人民检察院正式逮捕。2021年9月9日，被提起公诉。

## 家庭
- 父亲李子奇，曾任中共甘肃省委书记。